# Кутузов (песня)
«Кутузов» — башкирская народная песня.

## История
...Был Кутузов славный полководец,

Шёл без страха в воду и огонь.

Полководец, хай Кутузов

Славный был батыр,

Храбрый богатырь.

Он наполеоновские войска,

Словно стадо гнал перед собой.
Башкирская народная песня Кутузов связана с совместной борьбой башкир и русских в годы Отечественной войны 1812 года. Песня названа по имени полководца М. И. Кутузова.
В песне прославляются воины и полководец Кутузов.
Песня имеет 2 части — запев и припев. Мелодии песни характерен широкий диапазон (квардецизма). В ладовой основе — сочетание трех видов пентатонных образований. Энергичные квартовые ходы, повторность ритмических структур придают песне яркость и динамичность.

## Использование мелодии
Композитором А. М. Кубагушевым произведена обработка песни для голоса и фортепиано. , композитором З. Г. Исмагиловым — для хора a capella.